# 職能団体
職能団体（しょくのうだんたい）とは、専門的資格や技術や知識を持つ専門職の従事者らが、自己の専門性の維持・向上、専門職としての待遇や利益を保持・改善したり、専門職同士の親睦や互助を行なったり、専門職の団結による社会的提言や社会貢献、研究などの活動を行うための組織である。利益団体の一種である。ロビー活動も行う。

## 概要
職能団体は社会に対して、有識者が形成する利益団体（圧力団体）として機能する。
同時に、研究発表会、講演会、親睦会の開催や、会報、広報誌などの発行を通して、会員同士の交流や広報活動などの役目も果たす機関でもある。歴史的にはギルドの流れをくむ。専門職団体（せんもんしょくだんたい）や資格保持を入会条件にする団体においては士業団体（しぎょうだんたい）とも呼ばれる。
職能団体が作られる主な目的は、その職種として利害が共通する課題に対して、職能団体の会員が共同して、個人名を表に出さずに対応することにある。最も重要な活動は、国や州などの産業政策や税制改正に関しての情報収集や行政機関・政治家への意見表明である。
会員の労働環境の改善のため部分的に労働組合（ユニオン）的な役割を担うこともある。関係する労働組合や業界団体や環境団体、当事者団体との連携や交渉も業務の1つである。
専門的教育への支援、選挙（政党）への支援活動、政治献金の取りまとめ、業界自主規制ルールの策定、業界統計の作成、標準化、その職種の専門家集団としての社会貢献の実施と取り纏めも行なっている。
職能団体がその専門性を生かした専門機関を組織、運営することもある。例としては日本弁護士連合会がひまわり基金法律事務所を運営していたり、東京都医師会が東京都リハビリテーション病院を指定管理者として管理を受託しているケースがある。
政治運動については職能団体の主要メンバーが別個に政治団体を結成するケースもある（政治連盟）。
世界では、ドイツやスウェーデンなどコーポラティズムが浸透した国々では対政府、対労働組合の関係において業界団体が日本と同様に大きな役割を果たしている。イギリスやアメリカ合衆国では一部例外を除いて業界団体の力は弱く、各企業が個別に政府の政策に関与している。一部の国や地域では、立法府に職能代表制（職能議会）を部分的に採用しており、業界団体などの利益団体が団体の代表を議会に送っている。国際機関においても職能団体が諮問機関に加わって活動している。例えば国際連合の国際連合経済社会理事会や欧州連合の経済社会評議会 (EU)のケースがある。
国会や地方議会の委員会の公聴会や中央官公庁や地方自治体が設置する審議会や懇話会などにも利害関係者としてメンバーを派遣して意見を述べさせることもある（公聴人・専門委員など）。
なお、日本の職能団体によっては、自主的に結成された団体以外にも、日本弁護士連合会と、下部組織の各都道府県の弁護士会のように、根拠となる法令（この場合は弁護士法）に基づいて組織された団体もある。法務系の団体は強制加入制度が法で定められている。

### 独占禁止法との関連
公正取引委員会は専門職能団体を資格者団体（「士業」団体）と呼んでいるが、こうした団体が定める報酬規定についても独占禁止法上の問題が指摘されることがある。
公正取引委員会は、2000年10月、埼玉県行政書士会に対し、標準報酬額の設定が独占禁止法第8条第1項第1号（事業者団体による一定の取引分野における競争の実質的制限の禁止）の規定に違反するおそれがあるとして警告を行っている。
また、職能団体一般についても、報酬額設定を独占禁止法上問題があるとする見解を明らかにした（公正取引委員会「資格者団体の活動に関する独占禁止法の考え方」（2001.10.24））。これは、報酬基準の会則への記載が法定されている場合に報酬基準額を確定額として運用すること、および法定されていない場合に報酬基準額を設定することは、独占禁止法上問題となる、という考え方を示すものである。公正取引委員会見解原案に対しては、資格者の業務が公共性をもち競争になじまない本質を有するものであり、資格者団体は公益的目的を存在理由とするのであるから、独占禁止法上の「事業者団体」とは異なる、という意見が寄せられていた。これに対し同「考え方」別紙「原案に寄せられた主要な意見及びそれらに対する考え方」に示された公取委の理由付けは、資格者も業として経済活動を行っているのであり、資格者団体も、事業者としての共通の利益を増進するための活動を行っているのであるから、独占禁止法が適用される、という単純なものであった。

## 主な職能団体

### 医療・福祉
- 医師会 - 日本医師会、日本歯科医師会
- イングランド王立外科医師会 - 医師会から独立した医師の職能団体
- アメリカ心理学会 - アメリカ合衆国における心理学分野の代表的学会・職能団体
- 細胞検査士会
- 全国保育士会
- 全国保険医団体連合会
- 全国民生委員児童委員連合会
- 全日本聾唖連盟
- 全日本鍼灸マッサージ師会
- 日本あん摩マッサージ指圧師会
- 日本カイロプラクターズ協会
- 日本ソーシャルワーカー協会
- 日本ボディスタイリスト協会
- 日本医薬品登録販売者協会
- 日本医療社会福祉協会
- 日本栄養士会
- 日本介護支援専門員協会 - 介護支援専門員（ケアマネジャー）で構成される
- 日本介護福祉士会 - 介護福祉士の職能団体
- 日本看護協会 - 保健師・助産師・看護師・准看護師の看護職能団体
- 北米看護診断協会 - 1982年に設立された看護師の職能団体
- 日本義肢装具士協会
- 日本救急救命士協会
- 日本健康運動指導士協会
- 日本言語聴覚士協会
- 日本作業療法士協会
- 日本産業カウンセラー協会
- 日本指圧師会
- 日本視能訓練士協会
- 日本歯科衛生士会
- 日本歯科技工士会
- 日本社会福祉士会 - 社会福祉士の専門職能団体
- 日本手話通訳士協会 - 手話通訳士の専門職能団体
- 日本柔道整復師会
- 日本助産師会、国際助産師連盟 - 助産師の職能団体
- 日本診療情報管理士会
- 日本身体障害者団体連合会
- 日本病院薬剤師会
- 日本診療放射線技師会 - 診療放射線技師の職能団体
- 日本視覚障害者団体連合
- 日本薬剤師会
- 日本理学療法士協会 - 学術および職能団体だが理学療法士は強制的に加盟する必要はない
- 日本理療科教員連盟
- 日本臨床衛生検査技師会
- 日本臨床工学技士会
- 日本臨床心理士会 - 日本の臨床心理士の職能団体
- 日本鍼灸師会 - 目的に賛同するはり師、きゅう師で構成する専門職能団体
- 日本福祉施設士会
- 日本精神保健福祉士協会 - 精神保健福祉士の専門職能団体
- 北海道臨床心理士会 - 北海道の臨床心理士の職能団体
- 日本精神科看護協会

### 文化・教育
- 信濃教育会 - 長野県の教育職能団体。長野県における教育を支える側の教員たちの職能団体
- 日本教師会 - 保守系教員の職能団体
- 全国クリーニング生活衛生同業組合連合会
- 全国理容師協会
- 全国理容生活衛生同業組合連合会
- 全日本婚礼美容家協会
- 全日本司厨士協会
- 全日本通訳案内士連盟
- 全日本美容業生活衛生同業組合連合会
- 全日本ソムリエ連盟
- 日本ソムリエ協会
- 日本バーテンダー協会
- 日本フードコーディネーター協会
- 日本栄養士会
- 日本学校調理師協会
- 日本観光通訳協会
- 日本技能調理士協会
- 日本全職業調理師協会
- 全国日本調理技能士会連合会
- 日本調理師会
- 日本病院調理師協会
- 日本和装コンサルタント協会

### 法律・法務
- 日本弁護士連合会
- 日本公認会計士協会
- 日本税理士会連合会、全国女性税理士連盟
- 日本司法書士会連合会 全国司法書士女性会、司法書士会
- 日本行政書士会連合会
- 日本弁理士会
- 王立統計学会 - イギリスにおける統計学の学会であり、統計学者の職能団体で統計のプロとしてイギリスで認定されている。他の職能団体とは異なり、全ての会員がフェロー
- 日本公証人連合会
- 日本海事代理士会

### 不動産
- 日本土地家屋調査士会連合会
- 全日本土地区画整理士会
- 日本海事代理士会
- 日本マンション管理士会連合会
- 日本不動産鑑定士協会連合会
- 全国宅地建物取引業協会連合会
- 英国王立勅許鑑定士協会 - 土地・不動産・建築分野における国際的な専門職能団体
- 全米不動産管理協会
- 全日本不動産協会

### 労務
- 日本労働安全衛生コンサルタント会
- 中小企業診断協会
- 全国社会保険労務士会連合会

### 金融
- 日本証券アナリスト協会 - 証券アナリスト公的職能団体
- 日本アクチュアリー会

### 技術・環境
- 日本獣医師会
- 日本家畜商協会
- 全日本獣医師協同組合
- 日本養豚開業獣医師協会
- 日本家畜人工授精師協会
- 日本鷹匠協会
- 日本馬主協会連合会
- 日本調教師会
- 大日本猟友会
- 浄化槽設備士センター
- 英国コンピュータ協会 - イギリス（および海外）での情報技術活動を代表する職能団体兼学術団体
- アメリカ機械工学会 - アメリカにおける機械工学についての学会であり、職能団体
- AIA - アメリカ建築家協会
- 王立英国建築家協会
- 国際建築家連合
- 日本建築家協会
- 日本建築士会連合会、日本建築士事務所協会連合会
- 全日本建築士会
- 新建築家技術者集団
- 自動車技術会
- 臭気判定士会
- 全国エネルギー管理士連盟
- 全国技能士会連合会
- 全日本海員組合
- 全日本計理士会
- 全日本計理士政治連盟
- 日本環境測定分析協会
- 日本気象予報士会
- 日本技術士会
- 日本計量振興協会
- 日本作業環境測定協会
- 日本航空機操縦士協会
- 日本自動車整備振興会連合会
- 全日本船舶職員協会
- 日本乗員組合連絡会議
- 日本水先人会連合会
- 日本船長協会
- 日本船渠長協会
- 日本船舶機関士協会
- 日本電気工事士協会
- 電気工事担任者の会
- 日本測量協会
- 日本測量士協会
- 日本伝統工芸士会
- 全国技能士会連合会
  - 日本建築大工技能士会
  - 全国寝具技能士会連合会
  - 日本印章技能士会連合会
  - 全国日本調理技能士会連合会
  - 全国石材技能士会
  - 全日本洋服技能士会連合会
  - 全日本貴金属技能士会連合会
  - 日本内装仕上技能士会連合会
  - 日本和裁士会

### 文芸・論壇
- タイ・ジャーナリスト協会 - タイ王国の報道に携わるジャーナリストの職能団体
- タイ新聞記者協会 - タイ王国新聞記者の職能団体
- 日本文藝家協会 - 文芸を職業とする者の職能団体として設立された公益社団法人
- 日本ペンクラブ
- 日本記者クラブ
- 新日本文学会 - 1945年から2005年まで存続した、日本の文学者の職能団体
- 日本評論家協会
- 現代歌人協会 - 歌人の職能団体
- 日本脚本家連盟
- 日本校正者クラブ
- 日本児童文学者協会、日本児童文芸家協会 - 児童文芸を職業とする者の職能団体として設立された社団法人
- 日本民主主義文学会 - 日本の文学者の職能団体
- 日本翻訳協会
- 日本推理作家協会 - 推理作家の職能団体
- 本格ミステリ作家クラブ - 本格推理小説の推理作家による団体
- 日本モータースポーツ記者会 - モータースポーツ（自動車競技）の報道に携わるジャーナリストの職能団体
- 日本作家協会 - インターネットを用いた作家の職能団体
- 俳人協会 - 俳人の職能団体
- 日本シナリオ作家協会 - シナリオ作家の職能団体

### 音楽
- 日本歌謡講師会
- 日本作詞作曲家協会
- 日本作曲家協議会 - 日本の作曲家の職能団体
- 日本作曲家協会
- 日本作編曲家協会
- 日本作詩家協会
- 日本音響家協会
- 日本舞台音響家協会
- 日本ピアノ調律師協会
- jet全日本エレクトーン指導者協会
- 全日本ピアノ指導者協会

### 芸術・デザイン
- 日本グラフィックデザイン協会 - グラフィックデザイナーの職能団体
- 日本宣伝美術会 - グラフィックデザイナーにとって、戦後最初の全国的職能団体として設立された
- 日本写真家協会 - 写真家の職能団体
- 日本広告写真家協会 - 1958年、「広告写真家たちの職能団体」を目指し設立
- 日本インダストリアルデザイナー協会 - インダストリアルデザイナーの職能団体
- デザイナー公認協会
- 日本新工芸家連盟、日本工芸会 - 工芸家としての職能団体組織
- 日本イラストレーション協会
- 日本イラストレーター協会
- 日本図案家協会
- 日本漫画家協会 - 漫画家の職能団体
- 日本デザイン書道作家協会 - デザイン書道の書道家で作る職能団体
- デジタル書作家協会 - デジタル書の書道家で構成する職能団体
- 日本ネットクリエイター協会 - ネットクリエイター（インターネット上で活動している同人クリエイター）の職能団体
- 日本図書設計家協会 - ブックデザイナーの職能団体
- 日本児童出版美術家連盟 - 児童文学のブックデザイナーの職能団体
- 日本鋳金家協会 - 鋳金家の職能団体
- 日本美術鋳造家協会

### 芸能・スポーツ・スタッフ
- 全米キャスティング協会（英語版）
- 能楽協会 - 能楽における、各専門的役割を職能とする各流の能楽師が所属する職能団体
- 日本俳優連合
- 日本声優事業社協議会
- 日本アニメーター演出協会
- 日本舞台監督協会
- 日本記録映画作家協会 - 記録映画・教育映画に関わる製作スタッフの職能団体
- 日本照明家協会
- 日本映画製作者協会
- 日本映画テレビ技術協会 - 映画・テレビの技術に関する職能団体
- 日本映画テレビプロデューサー協会 - 映画プロデューサーの職能団体
- 日本映画撮影監督協会 - 映画作品の撮影および収録業務の従事者で構成する日本の職能団体、協同組合
- 日本映画テレビ照明協会 - 映画制作に従事する照明技師により構成される日本の職能団体、協同組合
- 日本映画監督協会 - 映画監督の職能団体
- 日本映画・テレビ録音協会 - 録音技師、映像作品の録音の従事者で構成する、日本の職能団体、協同組合
- 日本映画・テレビ美術監督協会 - 日本の美術監督による職能団体、協同組合
- 日本映画・テレビ編集協会 - 日本の編集技師、エディターによる職能団体、協同組合
- 日本映画・テレビスクリプター協会 - 日本のスクリプターによる職能団体、協同組合
- 日本劇作家協会 - 劇作家のための協同組合
- 日本劇団協議会 - 現代演劇の振興を目的とした公益社団法人
- 日本演出者協会 - 日本唯一の専門的舞台演出家の一般社団法人
- 選手会 - 各種のプロスポーツの選手が構成している。
- 日本芸能実演家団体協議会

### 氏族
- ガーター騎士団 - イギリス女王の勲章制度による王侯・皇帝・皇族・貴族等の団体（Knights of the Garter）。
身分の性格が強い。
- 霞会館 - 皇族関係者、元王公族、元華族の家督関係者が会員となるため資本家の性格がある。
活動内容は政治、経済、社会、文化等の調査研究や出版、公益事業、伝統文化の伝承など。